# (29246) Clausius
(29246) Clausius ist ein Asteroid des Hauptgürtels, der am 2. September 1992 von den deutschen Astronomen Freimut Börngen und Lutz D. Schmadel an der Thüringer Landessternwarte Tautenburg (IAU-Code 033) in Thüringen entdeckt wurde.
Benannt wurde der Asteroid nach dem deutschen Physiker Rudolf Clausius (1822–1888), der als Entdecker des zweiten Hauptsatzes der Thermodynamik gilt.